# 奧斯汀·巴恩斯
奧斯汀·史考特·巴恩斯（英語：Austin Scott Barnes，1989年12月28日—），為美國職棒大聯盟的捕手，目前效力於舊金山巨人，他先前曾效力過洛杉磯道奇。2011年美國職棒大聯盟選秀，馬林魚隊在第9輪選進巴恩斯，後來他在2015年登上大聯盟，2020年拿下世界大賽冠軍。而巴恩斯除了擔任捕手外，也能擔任內野手。

## 職業生涯

### 邁阿密馬林魚
2011年美國職棒大聯盟選秀，巴恩斯在第9輪被馬林魚隊選走。當時他從短期1A出發，到了2014年，球隊將他升上3A，並以捕手和內野手這兩個位置在栽培巴恩斯。

### 洛杉磯道奇
2014年12月10日，馬林魚隊將巴恩斯、Chris Hatcher、安德魯·赫恩尼和安立奎·赫南德茲交易至道奇隊，換取丹·哈倫、迪伊·高登、米格爾·羅哈斯和一部份現金。2015年5月底，由於隊上捕手亞斯曼尼·葛蘭多進入傷兵名單，因此巴恩斯獲得登上大聯盟的機會。他在初登板便敲出大聯盟首安。這年他在大聯盟出賽20場比賽，敲出6支安打。
2016年，巴恩斯在小聯盟的打擊率為2成95，但是到了大聯盟只剩下1成56。儘管球隊依然將他帶進分區賽名單內，不過他僅有一次代打和代跑的機會而已。

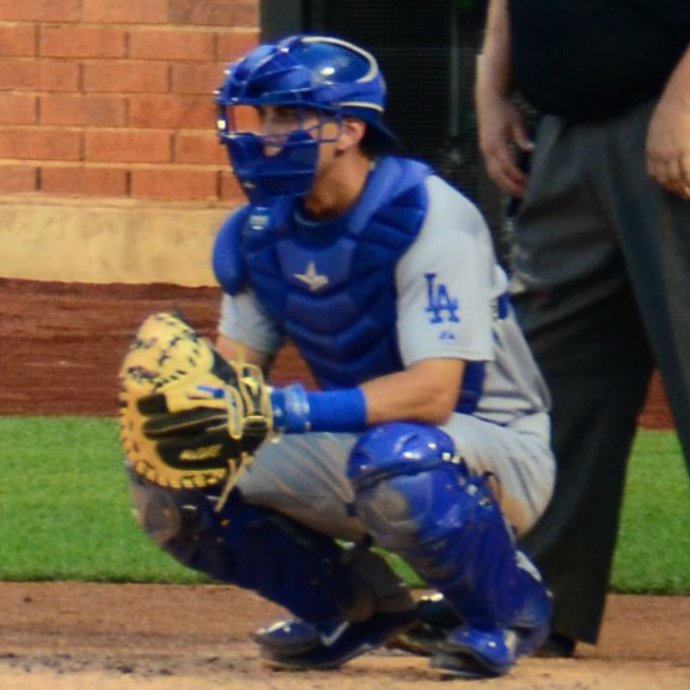
2015年的巴恩斯

2017年，巴恩斯成為了球隊的二號捕手。6月30日，巴恩斯不僅敲出生涯首發滿貫砲，還達成生涯首次單場雙響砲的個人紀錄。這年他的打擊率為2成89，並敲出8轟與38分打點。2017年國家聯盟分區賽，巴恩斯敲出了4支安打。2017年國家聯盟冠軍賽，巴恩斯在15個打數敲出2安。2017年世界大賽上，巴恩斯敲出4支安打。
由於葛蘭多在季後賽的表現不佳，因此球隊將2018年開季一號捕手的位置讓給了巴恩斯。這年巴恩斯的打擊率只有2成05，並敲出4轟與14分打點。季後賽表現也沒有多大亮點，國聯冠軍賽只敲出2安，世界大賽更是11個打數無安打。
2019年，葛蘭多加入釀酒人隊，巴恩斯也順勢成為主力捕手。但是季中巴恩斯被下放3A，球隊拉上新人捕手Will Smith。這年巴恩斯僅出賽75場比賽，打擊率為2成03，並敲出5轟與25分打點。球季結束後，巴恩斯和道奇隊簽下1年110萬美元的合約。
2020年，巴恩斯繳出2成44打擊率，外帶1轟與9分打點的成績。他在季後賽成為球隊的中心捕手，並在每個系列賽都敲出2支安打。世界大賽第三戰上，巴恩斯甚至達成同場完成強迫取分和開轟的罕見紀錄，最後道奇隊也順利以4勝2敗拿下冠軍。
2021年2月15日，巴恩斯和球隊簽下2年430萬美元的合約，以避免薪資仲裁。

## 個人生活
巴恩斯是前大聯盟內野手Mike Gallego的姪子，而他的弟弟目前已和天使隊簽約。而巴恩斯也透露他最喜歡的演員是威爾·法洛，也曾說他在閒暇時間會玩高爾夫球。

## 外部連結
- 球員資訊和成績在MLB ，ESPN ，Retrosheet ，Baseball Reference ，Baseball Reference (Minors) ，Fangraphs ，The Baseball Cube （英文）